# رز ریلی
رز ریلی (انگلیسی: Rose Reilly؛ زادهٔ ۲ ژانویهٔ ۱۹۵۵) بازیکن فوتبال اهل ایتالیا است.
وی همچنین در تیم‌های ملی فوتبال زنان اسکاتلند و زنان ایتالیا بازی کرده‌است.